# Guido von Avesnes

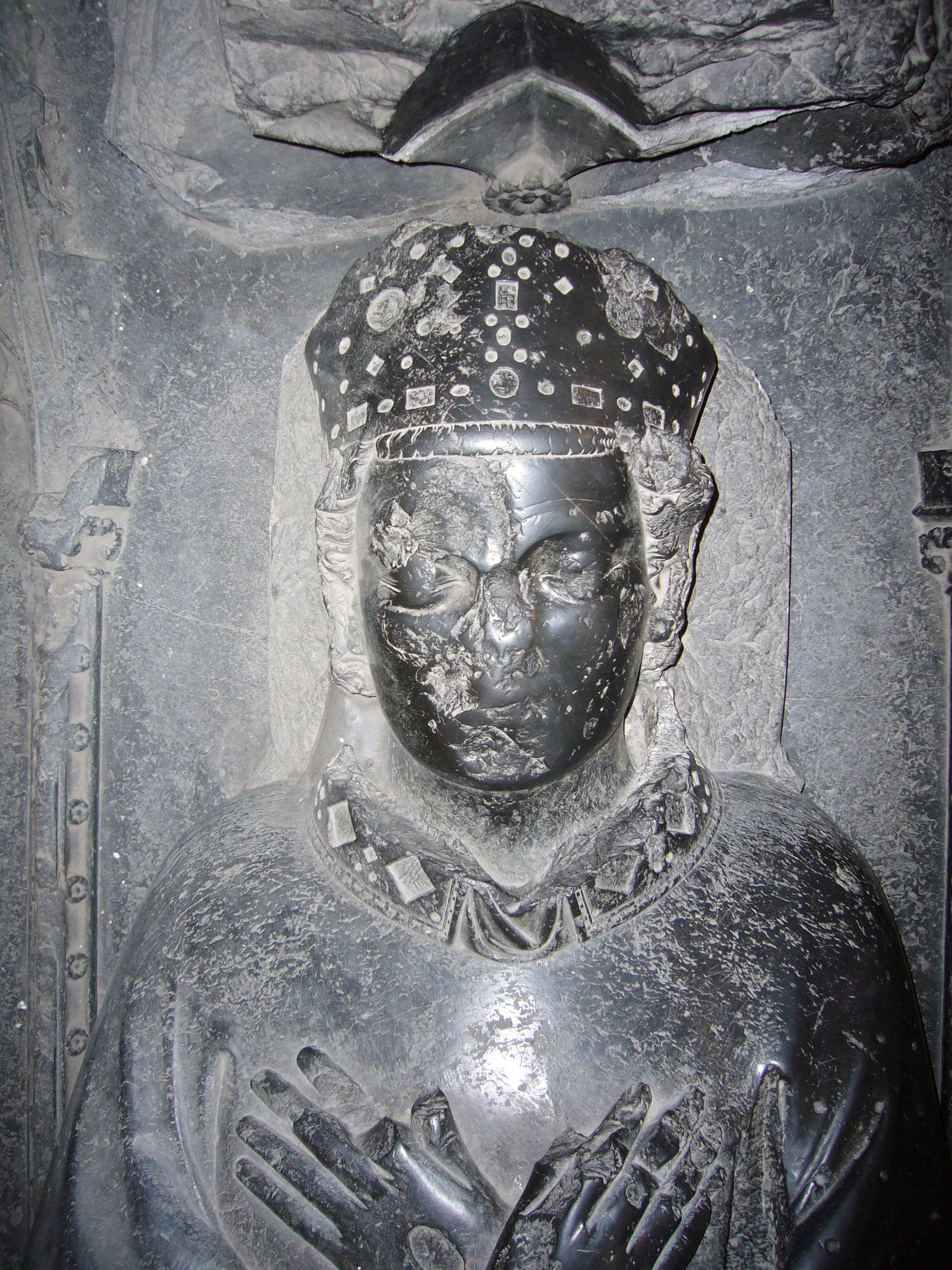
Grabplatte von Guido von Avesnes in der Kathedrale von Utrecht

Guido von Avesnes († 29. Mai 1317) war von 1301 bis 1317 Bischof von Utrecht.

## Leben
Guido entstammte dem nordfranzösischen Adelsgeschlecht Avesnes. Seine Eltern waren Graf Johann I. von Hennegau und Adelheid von Holland, eine Schwester des römisch-deutschen Königs Wilhelm von Holland. Seine Brüder waren Burchard, Bischof von Metz und Wilhelm, Bischof von Cambrai.
Guido wurde 1301 von Utrechter Kanonikern zum Bischof von Utrecht gewählt, während das nach Deventer geflohene Domkapitel sich für Adolf von Waldeck entschied. Papst Bonifatius VIII. ernannte Adolf zum Bischof von Lüttich und erkannte Guido 1302 als Bischof von Utrecht an. Guido unterstützte die Politik seines Bruders Johann, Graf von Hennegau und Holland und seines Neffen Wilhelm von Hennegau und Holland gegen Flandern. Im Laufe des Konfliktes wurde Guido 1304 gefangen genommen. Dies nutzten die Zünfte, um ihren Einfluss in Utrecht auszubauen. Der Gildebrief von 1304 regelte ihre Beteiligung am Stadtregiment. Guido kehrte 1305 aus der Gefangenschaft zurück, während seiner Abwesenheit waren im Stift Auseinandersetzungen zwischen der holländischen und der friesischen Partei ausgebrochen, die er erst nach einiger Zeit beenden konnte. Er nahm am Konzil von Vienne teil, wo ihm die Kardinalswürde angeboten wurde, die er jedoch ausschlug. Nach seinem Tod 1317 wurde er in der Kathedrale von Utrecht bestattet, wo seine Grabplatte noch heute – wenn auch beschädigt – erhalten ist.